# KAS (ciclismo)
La KAS era una squadra maschile spagnola di ciclismo su strada, attiva nel professionismo tra il 1958 e il 1979.
Nata per volontà di Luis Goicoechea e Dalmacio Langarica, fu sponsorizzata per ventidue anni consecutivi dalla fabbrica di bibite KAS, dando vita a uno dei sodalizi più longevi del ciclismo. La squadra vinse per quattro volte la classifica generale della Vuelta a España, con Francisco Gabica (1966), José Manuel Fuente (1972, 1974) e José Pesarrodona (1976). Ben attrezzata per affrontare le montagne nei grandi giri, la KAS vinse inoltre la classifica degli scalatori al Giro d'Italia in tutte le 8 occasioni in cui partecipò alla "Corsa rosa".

## Storia
La squadra venne creata nel 1958, finanziata dall'imprenditore Luis Knörr, fondatore pochi anni prima a Vitoria (Paesi Baschi) dell'azienda di bibite KAS, e deciso a promuovere l'azienda tramite il ciclismo.

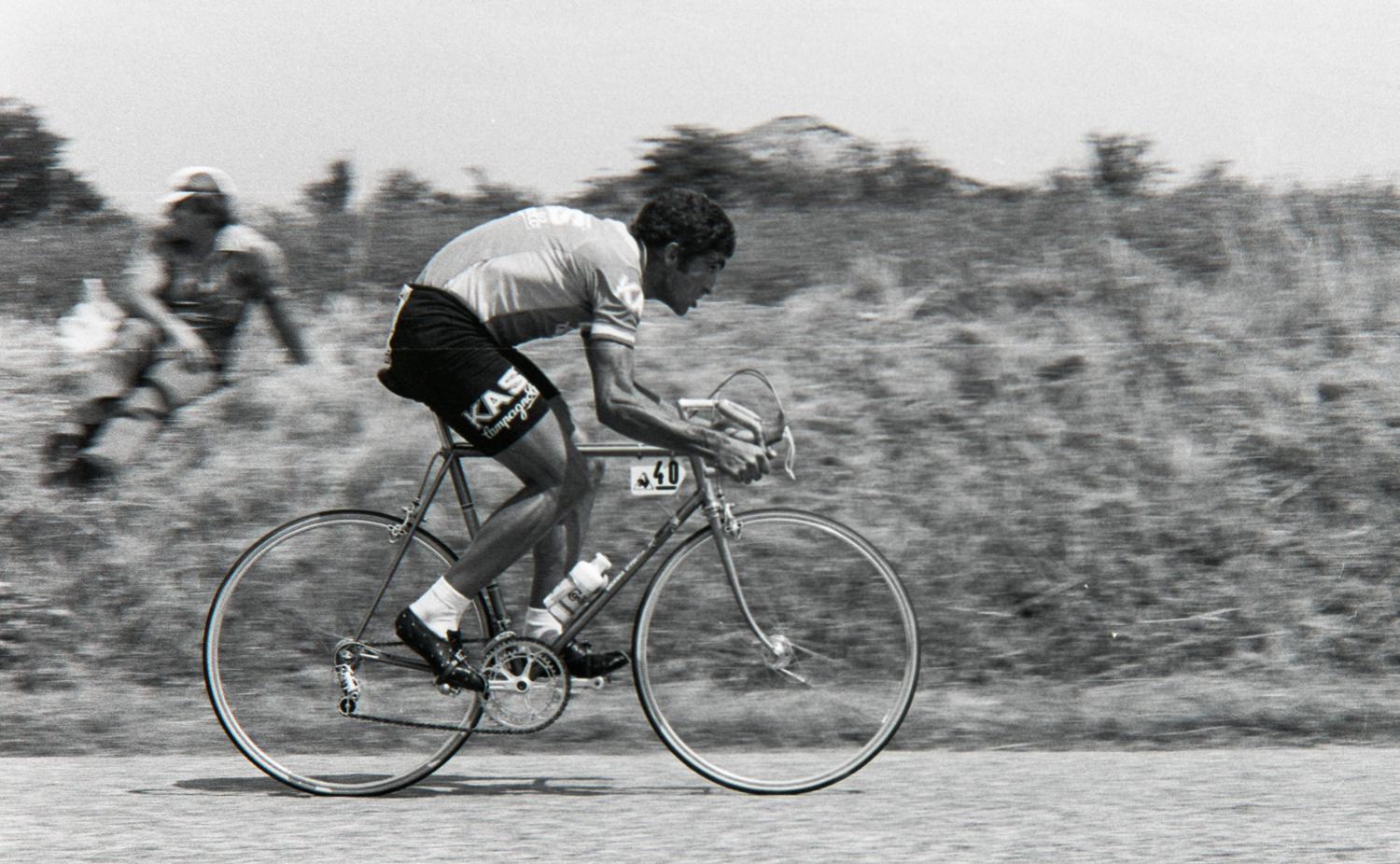
José Pesarrodona al Tour de France 1976 con la maglia blu KAS (usata al posto della classica gialla per evitare confusione con la maglia gialla di leader)

I primi successi per il team KAS, formato all'inizio quasi unicamente da ciclisti baschi, arrivarono già nel 1958, e tra essi quello in una tappa alla Vuelta a España, con Fausto Iza. Nel 1959 venne messo sotto contratto Federico Bahamontes, che in quell'anno ottenne sette successi, incluso il Tour de France con la maglia della Nazionale spagnola. Tra il 1960 e il 1962 Antonio Karmany vinse per tre volte la classifica scalatori della Vuelta, imitato da Julio Jiménez nel 1964 e nel 1965; sempre nel 1965 Jiménez vinse la classifica scalatori al Tour de France (aperto a squadre di club). Nel 1966 la squadra dominò la Vuelta, occupando i tre gradini del podio finale rispettivamente con Francisco Gabica (primo), Eusebio Vélez e Carlos Echeverría. I suoi corridori vinsero inoltre sei tappe su 18 e la classifica scalatori (con Gregorio San Miguel). Nel 1967 e 1968 la KAS fornì quindi gran parte dei ciclisti delle Nazionali spagnole per il Tour de France, corso da rappresentative nazionali.
Nel 1971 venne messo sotto contratto José Manuel Fuente, promettente venticinquenne. In cinque anni alla KAS (dal 1971 al 1975) Fuente vinse quattro volte la classifica scalatori al Giro d'Italia, oltre a nove tappe e al secondo posto generale nel 1972, dietro a Merckx. Vinse inoltre due Vuelta, nel 1972 e nel 1974, e tre tappe nella corsa spagnola, mentre al Tour de France vinse due tappe, giungendo terzo nel 1973. Nel 1976 la Vuelta venne vinta ancora da un corridore della KAS, José Pesarrodona.
Nel 1979 la squadra assunse licenza belga, dividendosi in due sottogruppi: quello spagnolo storico e quello belga, guidato da un nuovo direttore sportivo, Robert Lelangue, e composto da numerosi ciclisti belgi, tra i quali il promettente Claude Criquielion e l'affermato Lucien Van Impe, già vincitore del Tour 1976, che conquistò una tappa al Tour e una alla Vuelta di quell'anno. Dopo quella stagione l'azienda di bibite lasciò però la sponsorizzazione (come preannunciato nel luglio 1979), e il team si sciolse.
La KAS tornò nel mondo del ciclismo nel 1985, prima come terzo sponsor di una squadra francese, la Skil-Sem-KAS, poi dal 1986 come main sponsor della medesima formazione, guidata in ammiraglia da Jean de Gribaldy e capitanata da Sean Kelly. Nel 1988 ci fu l'addio definitivo dello storico sponsor, complice la morte del patron e fondatore di KAS Luis Knörr.

## Cronistoria

### Annuario
| Anno | Codice | Nome             | Cat. | Biciclette    | Dirigenza                                           |
| ---- | ------ | ---------------- | ---- | ------------- | --------------------------------------------------- |
| 1958 | -      | Boxing Club-KAS  | Pro  | ?             | Dir. sportivi: Luis Goicoechea                      |
| 1959 | -      | KAS              | Pro  | ?             | Dir. sportivi: Luis Goicoechea                      |
| 1960 | -      | KAS-Boxing Club  | Pro  | ?             | Dir. sportivi: Luis Goicoechea                      |
| 1961 | -      | KAS-Royal Asport | Pro  | ?             | Dir. sportivi: Luis Goicoechea, André Theillet      |
| 1962 | -      | KAS              | Pro  | ?             | Dir. sportivi: Dalmacio Langarica                   |
| 1963 | -      | KAS-Kaskol       | Pro  | ?             | Dir. sportivi: Dalmacio Langarica                   |
| 1964 | -      | KAS-Kaskol       | Pro  | KAS           | Dir. sportivi: Dalmacio Langarica                   |
| 1965 | -      | KAS-Kaskol       | Pro  | KAS           | Dir. sportivi: Dalmacio Langarica                   |
| 1966 | -      | KAS-Kaskol       | Pro  | KAS           | Dir. sportivi: Dalmacio Langarica                   |
| 1967 | -      | KAS-Kaskol       | Pro  | KAS           | Dir. sportivi: Dalmacio Langarica                   |
| 1968 | -      | KAS-Kaskol       | Pro  | KAS           | Dir. sportivi: Dalmacio Langarica                   |
| 1969 | -      | KAS-Kaskol       | Pro  | KAS           | Dir. sportivi: Dalmacio Langarica                   |
| 1970 | -      | KAS-Kaskol       | Pro  | KAS           | Dir. sportivi: Dalmacio Langarica                   |
| 1971 | -      | KAS-Kaskol       | Pro  | KAS           | Dir. sportivi: Dalmacio Langarica, Antonio Barrutia |
| 1972 | -      | KAS-Kaskol       | Pro  | KAS           | Dir. sportivi: Dalmacio Langarica, Antonio Barrutia |
| 1973 | -      | KAS-Kaskol       | Pro  | KAS           | Dir. sportivi: Eusebio Vélez, Antonio Barrutia      |
| 1974 | -      | KAS-Kaskol       | Pro  | KAS           | Dir. sportivi: Eusebio Vélez, Antonio Barrutia      |
| 1975 | -      | KAS-Kaskol       | Pro  | KAS (Colnago) | Dir. sportivi: Eusebio Vélez, Antonio Barrutia      |
| 1976 | -      | KAS-Campagnolo   | Pro  | Colnago       | Dir. sportivi: Eusebio Vélez, Antonio Barrutia      |
| 1977 | -      | KAS-Campagnolo   | Pro  | Colnago       | Dir. sportivi: Eusebio Vélez, Antonio Barrutia      |
| 1978 | -      | KAS-Campagnolo   | Pro  | Colnago       | Dir. sportivi: Eusebio Vélez, Antonio Barrutia      |
| 1979 | -      | KAS-Campagnolo   | Pro  | Colnago       | Dir. sportivi: Eusebio Vélez, Robert Lelangue       |

## Palmarès

### Grandi Giri
- Giro d'Italia

Partecipazioni: 8 (1967, 1971, 1972, 1973, 1974, 1975, 1976, 1977)
Vittorie di tappa: 19
1967: 3 (del Moral, Gabica, González)
1971: 3 (Carril, Perurena, Fuente)
1972: 3 (2 Fuente, Lasa)
1973: 1 (José Manuel Fuente)
1974: 6 (5 José Manuel Fuente, Santiago Lazcano)
1975: 2 (Perurena, Galdós)
1976: 1 (Antonio Menéndez)
Vittorie finali: 0
Altre classifiche: 8
1967: Scalatori (Aurelio González)
1971: Scalatori (José Manuel Fuente)
1972: Scalatori (José Manuel Fuente)
1973: Scalatori (José Manuel Fuente)
1974: Scalatori (José Manuel Fuente)
1975: Scalatori (Galdós, Oliva)
1976: Scalatori (Andrés Oliva)
1977: Scalatori (Faustino Fernández Ovies)
- Tour de France

Partecipazioni: 14 (1963, 1964, 1965, 1966, 1969, 1970, 1971, 1973, 1974, 1975, 1976, 1977, 1978, 1979)
Vittorie di tappa: 14
1964: 3 (2 Julio Jiménez, cronosquadre)
1965: 3 (2 Jiménez, Galera)
1970: 1 (José Antonio González)
1971: 2 (2 José Manuel Fuente)
1973: 1 (Vicente López Carril)
1974: 1 (Vicente López Carril)
1975: 1 (Vicente López Carril)
1977: 1 (José Nazabal)
1979: 1 (Lucien Van Impe)
Vittorie finali: 0
Altre classifiche: 3
1965: Scalatori (Julio Jiménez)
1974: Scalatori (Domingo Perurena)
1976: Giovani (Enrique Martínez Heredia)
- Vuelta a España

Partecipazioni: 22 (1958, 1959, 1960, 1961, 1962, 1963, 1964, 1965, 1966, 1967, 1968, 1969, 1970, 1971, 1972, 1973, 1974, 1975, 1976, 1977, 1978, 1979)
Vittorie di tappa: 60
1958: 1 (Fausto Iza)
1959: 3 (Karmany, Bahamontes, San Emeterio)
1960: 1 (Antonio Karmany)
1961: 1 (Antonio Karmany)
1962: 2 (Barrutia, Segu)
1963: 4 (2 Barrutia, Uriona, Pacheco)
1964: 6 (2 Barrutia, 2 Jiménez, Vélez, Stolker)
1965: 4 (Jiménez, Echeverría, 2 Piñera)
1966: 6 (Uriona, Echeverría, San Miguel, Momeñe, del Moral, Gabica)
1968: 1 (José Pérez Francés)
1969: 3 (San Miguel, Jiménez, Del Moral)
1971: 1 (José Antonio González)
1972: 7 (2 Perurena, 2 Lasa, González, Fuente, Manzaneque)
1973: 1 (Domingo Perurena)
1974: 6 (2 Perurena, 2 Fuente, Santisteban, Uribezubia)
1975: 4 (Perurena, 2 Lasa, Menéndez)
1976: 2 (González, Carril)
1977: 1 (José Nazabal)
1978: 4 (2 Perurena, 2 Cima)
1979: 2 (Van Impe, Alfonsel)
Vittorie finali: 4
1966 (Francisco Gabica)
1972 (José Manuel Fuente)
1974 (José Manuel Fuente)
1976 (José Pesarrodona)
Altre classifiche: 13
1960: Scalatori (Antonio Karmany)
1961: Scalatori (Antonio Karmany)
1962: Scalatori (Antonio Karmany)
1964: Scalatori (Julio Jiménez)
1965: Scalatori (Julio Jiménez)
1966: Scalatori (Gregorio San Miguel)
1972: Punti (Domingo Perurena), Scalatori (José Manuel Fuente)
1974: Punti (Domingo Perurena)
1975: Punti (Miguel María Lasa), Scalatori (Andrés Oliva)
1976: Scalatori (Andrés Oliva)
1979: Scalatori (Felipe Yáñez)

### Campionati nazionali
Strada
- Campionati spagnoli: 15

In linea: 1964 (Jiménez); 1965 (Gómez del Moral); 1970 (González); 1973 (Perurena); 1974 (Carril); 1975 (Perurena); 1978 (Heredia)
In salita: 1959 (Bahamontes); 1960 (Quiles); 1964 (Galera); 1966 (Uriona); 1968 (Angulo); 1972 (Lasa); 1973 (Lazcano); 1976 (Nazábal); 1977 (Oliva)
- Campionati portoghesi: 2

In linea: 1974 (Fernando Mendes)
Cronometro: 1974 (Fernando Mendes)
Cross
- Campionati spagnoli: 5

1972, 1973, 1976 (Basualdo); 1977 (Albeniz); 1980 (Mayora)
- Campionati svizzeri: 1

1974 (Peter Frischknecht)